# Dyczków
Dyczków (ukr. Дичків) – wieś na Ukrainie w rejonie tarnopolskim należącym do obwodu tarnopolskiego.
Znajduje tu się przystanek kolejowy Dyczków, położony na linii Odessa – Lwów.
6 lipca 1941 ukraińscy milicjanci z OUN zastrzelili tutaj od 9 do 12 żydowskich mężczyzn, mieszkańców wsi. Dwa dni później jeden z milicjantów zastrzelił Żyda z Tarnopola, który przybył do Dyczkowa.